# Water Riots
Die Water Riots (englisch; auf Deutsch etwa „Wasseraufstände“) waren ein Aufstand der trinidadischen Bevölkerung im März 1903. Vereinzelte Proteste gegen eine Verordnung der britischen Kolonialregierung zum Wasserverbrauch der Hauptstadt Port of Spain  kumulierten in eine gewalttätige Demonstration, in deren Verlauf der Regierungssitz in der Hauptstadt abgebrannt wurde und 16 Demonstranten zu Tode kamen.

## Ausgangssituation
Die Insel Trinidad war seit 1797 britische Kronkolonie und wurde 1889 mit der benachbarten, kleineren Insel Tobago zur Kolonie Trinidad und Tobago zusammengelegt. Die Regierung setzte sich aus einem Exekutiv- und einem Legislativrat zusammen, die beide von der britischen Regierung dominiert wurden. Einheimische Politiker waren in beiden Räten vertreten, bildeten aber jeweils eine überstimmbare Minderheit. In aus Sicht der britischen Regierung wichtigen Angelegenheiten wurden politische Entscheidungen mithin in London getroffen.
Für europäische Verhältnisse war der Wasserverbrauch in Trinidad Ende des 19. Jahrhunderts enorm hoch. 1874 lag der Pro-Kopf-Verbrauch in der Hauptstadt Port of Spain rechnerisch bei etwa 250 Litern pro Tag, was dem Doppelten dessen entsprach, was in London verbraucht wurde. Insbesondere die Oberschicht verbrauchte für ihre Gärten und luxuriösen Bäder Unmengen von Wasser, was die Stadtwerke wegen des kontinuierlichen Wachstums der Stadt speziell während der Trockenzeit vor Probleme stellte. Die britische Regierung vermutete zu Recht großflächige Verschwendung und empfahl die flächendeckende Installation von Zählern, was in Trinidad aber ignoriert wurde. In der ersten Hälfte der 1890er-Jahre ließ London ein Gutachten erstellen, das die Errichtung zusätzlicher Trinkwassertalsperren und die flächendeckende Einführung von Zählern empfahl. 1896 setzte die Kolonialverwaltung das Gutachten in eine Verordnung („Waterworks Ordinance“) ein, die Zähler vorschrieb und die Wasserpreise erhöhte. Zusätzlich ordnete der unpopuläre Leiter der Stadtwerke Walsh Wrightson unangekündigte Kontrollen in Privathaushalten an; wessen Wasserhahn tropfte, dem wurde temporär das Wasser abgestellt. Von diesen Maßnahmen betroffen war weniger die Unterschicht, die oft von kommunalen Wasserversorgungsstellen abhängig war, sondern primär die Mittel- und Oberschicht der Stadt, die ohnehin politische Reformen forderte und deren Vertreter lautstark zu Protesten gegen die Maßnahme aufforderten. Da die Wasserversorgung der Unterschicht in schlechtem Zustand war, stießen die Aufrufe zu Protesten auch dort auf Widerhall. Im Rahmen öffentlicher Versammlungen radikalisierte sich die Bevölkerung zunehmend. Nach zahlreichen öffentlichen Protesten, die von der Stadtverwaltung unterstützt wurden, zog die Regierung die Verordnung zunächst zurück.
1899 setzte Gouverneur Hubert Jerningham die Stadtverwaltung mit der Begründung, sie sei ineffizient, ab und übertrug ihre Aufgaben der Kolonialverwaltung. Ehemalige Mitglieder der Stadtverwaltung gründeten die Ratepayers’ Association (RPA), eine Pressure Group, die sich für politische Reformen einsetzte und schnell große Popularität in der Bevölkerung errang, weil es die Regierung nicht schaffte, nach der Absetzung der Stadtverwaltung das Vertrauen der Menschen zurückzugewinnen. Mehrere prominente RPA-Mitglieder wie Emmanuel Lazare waren Anwälte, die rhetorisch geschickt gegen die koloniale Stadtverwaltung und für Selbstbestimmung agitierten. 1902 wurde die Verordnung über die Wasserzähler und -preise unter dem neuen Gouverneur Cornelius Alfred Moloney wiedereingesetzt und nach öffentlichen Protesten erneut zurückgenommen, allerdings verblieben diesmal Strafvorschriften zum Thema Wasserverschwendung.
1903 wurde in Port of Spain ein neues Wasserwerk fertiggestellt. In der Folge wurde die „Waterworks Ordinance“ im März 1903 erneut eingesetzt und eine Erhöhung der Wasserpreise sowie die zwangsweise Installation von Wasserzählern in Privathäusern in Port of Spain festgeschrieben.

## Proteste
Am Montag, dem 23. März 1903 tagte der Legislativrat unter Vorsitz von Gouverneur Moloney im Red House in Port of Spain, dem damaligen Regierungssitz, zum Thema „Waterworks Ordinance“. Ungewöhnlicherweise sollte die Beiwohnung der für 12:00 angesetzten Tagung nicht wie sonst jedem Bürger, sondern nur ausgesuchten Inhabern von „Tickets“ vorbehalten bleiben. Diese Verfahrensänderung war erst am Freitag zuvor in den Medien angekündigt worden; begründet wurde die Maßnahme mit dem eingeschränkten Platzangebot und einer nicht näher definierten „Verunsicherung“ (anxious to attend the debates) der Ratsmitglieder. Darauf kam es am Samstag zu einer ersten Demonstration auf dem Brunswick Square, die von der Ratepayers’ Association initiiert wurde. Am Montag, dem Tagungstag, kam es zu einer erneuten, sehr viel größeren Demonstration, die wiederum von der Ratepayers’ Association gefördert wurde – Stadtausrufer liefen durch die Straßen, läuteten Glocken und forderten die Menschen lauthals zur Versammlung vor dem Red House auf. Menschenmassen verstopften den gesamten Brunswick Square sowie die umliegenden Straßen. Zentrales Anliegen der Demonstranten war der Zugang zur sonst öffentlichen Tagung. Um 10:30 versuchte sich eine Gruppe Demonstranten gewaltsam Zugang zum Gebäude zu verschaffen, konnten aber durch 36 mit Schlagstöcken bewaffnete Polizisten unter Führung des Polizeipräsidenten Hubert Brake daran gehindert werden. Die Demonstration erstreckte sich auch auf die Straßen rund um das Red House, beispielsweise wurde die Kutsche des Gouverneurs von Demonstranten gekapert und ins Meer geworfen.
Kurz nach Beginn der Tagung verließen zwei zugelassene Mitglieder der Ratepayers’ Association unter lautstarkem Protest Sitzung und Gebäude, was die Demonstranten signifikant aufstachelte. Etwa zeitgleich stießen zahlreiche Angestellte aus Geschäften, die aus Protest gegen die Maßnahmen des Rats mittags schlossen, zur Menge, die dann etwa fünf- bis sechstausend Menschen umfasste. Mittlerweile hatten die Demonstranten fast alle Scheiben der Räumlichkeiten im Erdgeschoss eingeworfen.
Als ein Polizist versuchte, eine Frau festzunehmen, wurde er von Demonstranten mit Steinen beworfen und musste die Frau in der Folge freigeben. Daraufhin begannen die Demonstranten, Steine in den Tagungsraum im ersten Stock zu werfen, so dass die Abgeordneten Schutz unter Tischen suchen mussten. Demonstranten drangen von Westen und Osten her in das Gebäude ein, verwüsteten das Erdgeschoss und zündeten das Gebäude schließlich an. Polizeipräsident Brake evakuierte Gouverneur Moloney in das nahegelegene Polizeihauptquartier und gab dann Befehl, in die Menge zu schießen.
Die Polizei ging nun mit Schusswaffen gegen die Demonstranten vor. Die Regierung setzte neben ihren eigenen Kräften auch die Besatzungen zweier in Port of Spain ankernder Kriegsschiffe der Royal Navy ein. Die Menge zerstreute sich in Panik, doch auch Flüchtende wurden beschossen und in einigen Fällen durch den nicht autorisierten Einsatz von Bajonetten getötet. 16 Menschen kamen zu Tode, es gab 51 Verletzte. Die zwischenzeitlich alarmierte Feuerwehr sympathisierte mit den Demonstranten und rückte erst verspätet gegen 14:30 aus; zu diesem Zeitpunkt war das Red House nicht mehr zu retten und brannte bis auf die Grundmauern nieder. Alle Abgeordneten konnten sich retten, teils in Verkleidung.

## Nachwirkungen

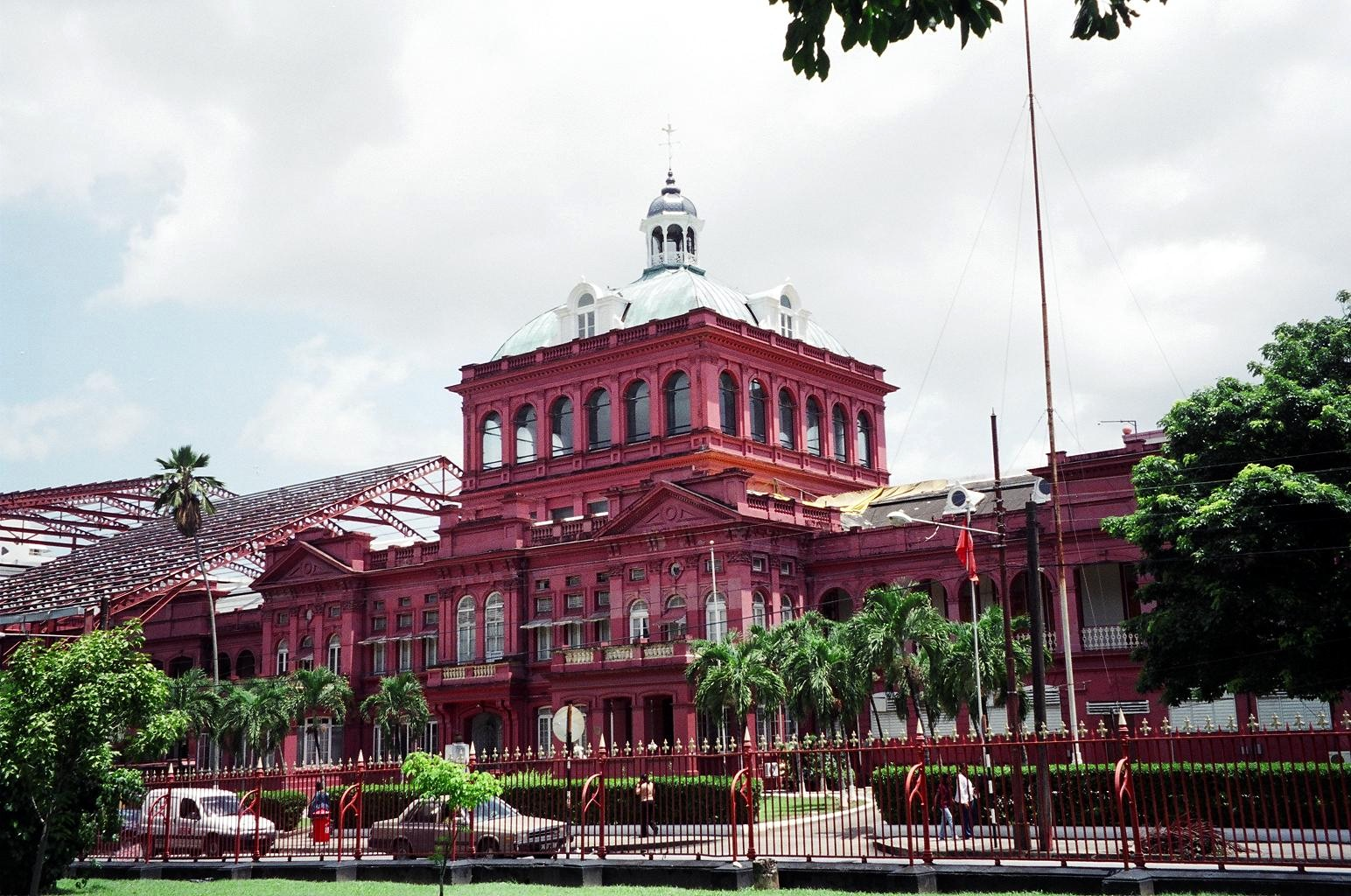
Das neu erbaute Red House (2007)

Um ein Wiederaufflammen der Proteste zu unterbinden, stationierte die Regierung 250 Soldaten des 20. Linieninfanterie-Regiments („Lancashire Fusiliers“) ein, die in Barbados stationiert waren und am 25. März in Port of Spain eintrafen. Eine sofortige Maßnahme der Regierung, die von der Bevölkerung positiv aufgenommen wurde, war der Austausch der kompletten Geschäftsführung der Wasserwerke.
Eine Untersuchungskommission wurde gegründet, die sich aus Mitgliedern der Londoner Kolonialverwaltung, der einheimischen trinidadischen Regierung sowie der Ratepayers’ Association zusammensetzte. Der Londoner Teil der Kommission traf am 28. April in Port of Spain ein. Kolonialverwaltung und lokale Regierung schoben sich gegenseitig die Verantwortung für das Ausbrechen der Unruhen zu. Die Kommission kam am 2. Juli zum Ergebnis, dass das prozessuale Vorgehen der Kolonialregierung bei der finalen Einführung der „Waterworks Ordinance“ nicht gerechtfertigt war. Sie empfahl, die Wasserwirtschaft der lokalen Regierung zu unterstellen. Eine Mitschuld am gewalttätigen Ausgang der Proteste wurde der trinidadischen Tageszeitung The Mirror sowie „einzelnen Mitgliedern der Polizeikräfte“ gegeben. Das Abschlussdokument enthielt auch Kritik an der lokalen Regierung mit Hinblick auf deren Kommunikationspolitik zur Wasserwerk-Verordnung. Die Wiedereinsetzung der Stadtverwaltung und die Finalisierung der Umsetzung der Empfehlungen der Kommission erfolgten erst 1914. Die große Zeitspanne zwischen den Protesten und ihrer finalen Aufarbeitung erklärt die Historikerin Bridget Brereton mit dem Aufeinandertreffen der sehr gegensätzlichen Positionen der Ratepayers’ Association auf der einen und der Kolonialregierung auf der anderen Seite.
15 Demonstranten wurde im Juli 1903 der Prozess gemacht; im Rahmen der von bewaffneten Militärs gesicherten Urteilsverkündung wurden fünf Angeklagte zu Gefängnisstrafen verurteilt und der Rest freigesprochen. Drei Mitglieder der Ratepayers’ Association waren unmittelbar nach den Aufständen verhaftet und wegen Aufwiegelung zum Umsturz angeklagt worden; der Prozess fand erst im Dezember 1903 statt und endete mit drei Freisprüchen. Gouverneur Moloney fiel wegen seiner Handhabung der Wasserkrise bei der Londoner Kolonialregierung in Ungnade und wurde im März 1904 als Gouverneur abberufen.
Das Red House wurde nach Plänen des deutschstämmigen Architekten Daniel Meinerts Hahn, der auch das Queen’s Royal College entworfen hatte, neu aufgebaut; die Fertigstellung erfolgte im Februar 1907.
Der Historiker Michael Anthony analysierte 1978, dass kein Ereignis der Geschichte von Port of Spain eine größere Menschenmenge zusammengebracht habe als die Wasseraufstände. Bridget Brereton stellte 2009 heraus, dass entgegen den Aussagen der Untersuchungskommission die „Waterworks Ordinance“ nur der Auslöser der Proteste war, dass aber der Wunsch nach Selbstbestimmung und Abgrenzung von London der eigentliche Antrieb der Ratepayers’ Association wie auch der protestierenden Bevölkerung war.